# Ocean Cay
Ocean Cay är en ö i Bahamas.   Den ligger i distriktet Bimini District, i den västra delen av landet, 190 km väster om huvudstaden Nassau.